# 하비르조프

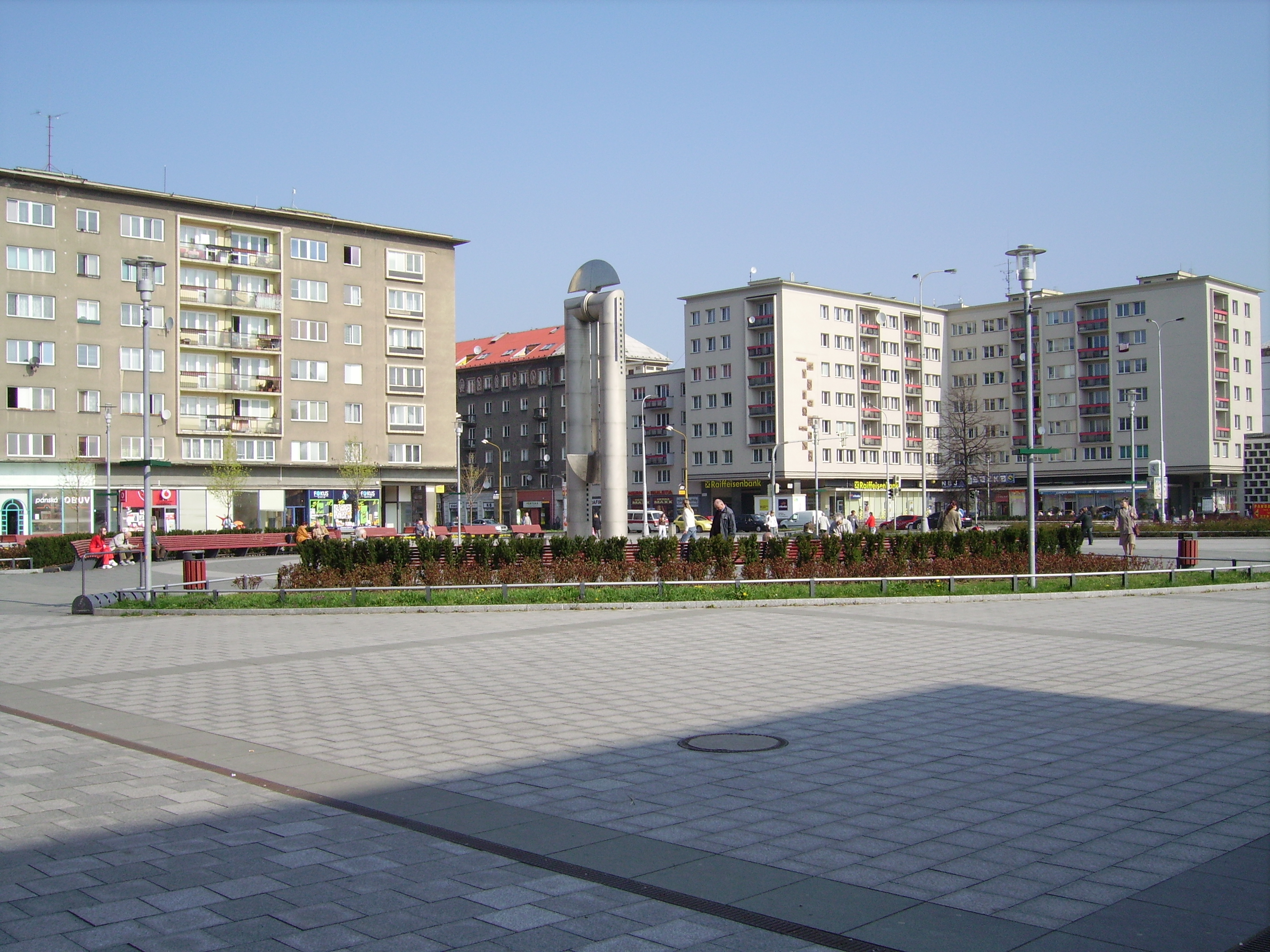
하비르조프 광장

하비르조프(체코어: Havířov)는 체코 모라바슬레스코 주에 위치한 도시로, 면적은 32.07km2, 높이는 260m, 인구는 82,768명(2007년 12월 기준), 인구 밀도는 2,581명/km2이다.
제2차 세계 대전 이후에 탄광촌으로 건설되었으며 1955년 시로 승격되었다. 폴란드인이 전체 인구의 다수를 차지하며 체코에서 가장 젊은 도시이다.

시기
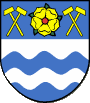
시 문장

## 인구
| 연도           | 인구   | ±%      |
| -------------- | ------ | ------- |
| 1869           | 5,173  | —       |
| 1880           | 5,379  | +4.0%   |
| 1890           | 5,900  | +9.7%   |
| 1900           | 7,223  | +22.4%  |
| 1910           | 10,409 | +44.1%  |
| 1921           | 11,765 | +13.0%  |
| 1930           | 12,782 | +8.6%   |
| 1950           | 12,898 | +0.9%   |
| 1961           | 51,103 | +296.2% |
| 1970           | 82,068 | +60.6%  |
| 1980           | 85,946 | +4.7%   |
| 1991           | 86,297 | +0.4%   |
| 2001           | 85,855 | −0.5%   |
| 2011           | 76,694 | −10.7%  |
| 2021           | 68,153 | −11.1%  |
| 출처: Censuses |        |         |